# ФК Иртиш
ФК Иртиш Павлодар (на казахски: Ертіс Футбол Клубы, Ертис Футбол Клубъ) е казахстански футболен клуб от град Павлодар, Казахстан.

## Предишни имена
- Трактор (1968 – 1992)
- Ансат (1993 – 1995)
- Ширта-Бастау (1999)
- Иртиш (1965 – 1967; 1996 – 1998; 2000 – )

## История
Той е най-успешният клуб в страната след обявяването на независимостта на Казахстан и е петкратен шампион на страната. Иртиш са участвали в азиатската шампионска лига няколко пъти, достигайки до полуфиналите през 2001 г., а през 2003 г. играе в квалификационния кръг на Шампионската лига. През периода 2015 – 2017 г. треньор е Димитър Димитров – Херо .
Отбора е сменял името си няколко пъти като през 1968 г. се е подвизавал с името „Трактор“, а през 1993 като „Аснат“.

## Срещи с български отбори
Отборът на „Иртиш“ се е срещал с български отбори в официални и контролни срещи.

### „Левски“ (София)
През сезон 2013/14 на турнира Лига Европа играе в първи квалификационен кръг, където среща Левски София и успява да го отстрани с 2 – 0 общ резултат . Първият двубой се играе в София и завършва с резултат 0:0 .

### „Лудогорец“
С „Лудогорец“ се е срещал един път в контролен мач. Срещата се играе на 31 януари 2018 г. в турския курорт Белек и завършва 2 – 0 за „Лудогорец“ .

## Успехи
- Висша лига:
  -  Шампион (5): 1993, 1997, 1999, 2002, 2003
  -  Второ място (4, рекорд): 1994, 1996, 2004, 2012
  -  Бронзов медалист (6, рекорд): 1992, 1998, 2000, 2008, 2010, 2016
- Купа на Казахстан:
  -  Носител (1): 1997/98
  -  Финалист (3): 2000/01, 2002, 2012
- Купа на Казахска ССР
  -  Носител (2): 1970, 1988

## Международни участия
| Сезон   | Турнир          | Кръг   | Отбор             | Домакин | Гост  | Общ резултат |
| ------- | --------------- | ------ | ----------------- | ------- | ----- | ------------ |
| 2003/04 | Шампионска лига | 1 кръг | Омония Никозия    | 1 – 2   | 0 – 0 | 1 – 2        |
| 2009/10 | Лига Европа     | 1 кръг | Халадаш           | 2 – 1   | 0 – 1 | 2 – 2        |
| 2011/12 | Лига Европа     | 1 кръг | Ягельоня Бялисток | 2 – 0   | 0 – 1 | 2 – 1        |
| 2011/12 | Лига Европа     | 2 кръг | Металург Рустави  | 0 – 2   | 1 – 1 | 1 – 3        |
| 2013/14 | Лига Европа     | 1 кръг | Левски София      | 2 – 0   | 0 – 0 | 2 – 0        |
| 2013/14 | Лига Европа     | 2 кръг | Широки Брег       | 3 – 2   | 0 – 2 | 3 – 4        |

## Български футболисти
- Калоян Генчев: 2006 - (9 мача - 0 гола)
- Иван Караманов: 2006 - (0 мача - 0 гола)
- Георги Даскалов: 2008 - (25 мача - 10 гола), 2009-есен - (10 мача - 8 гола), 2010 - (29 мача - 15 гола)
- Димитър Наков: 2008/09 - (48 мача - 1 гол)
- Добрин Орловски: 2008 - (6 мача - 0 гола)
- Борис Кондев: 2009 - (2 мача - 0 гола)
- Владислав Мирчев: 2012 - (4 мача - 0 гола)
- Орлин Старокин: 2014 - (10 мача - 0 гола)